# Ungarischer Nationalrat

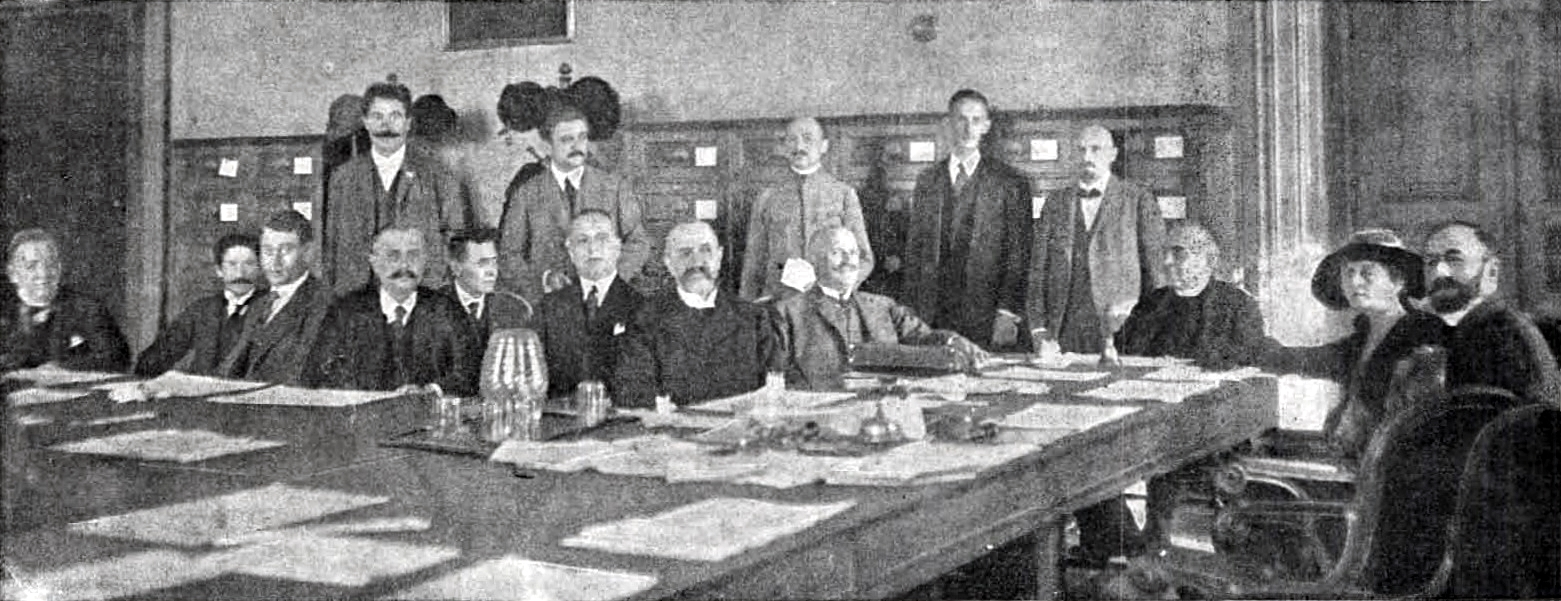
Ungarischer Nationalrat (November 1918)

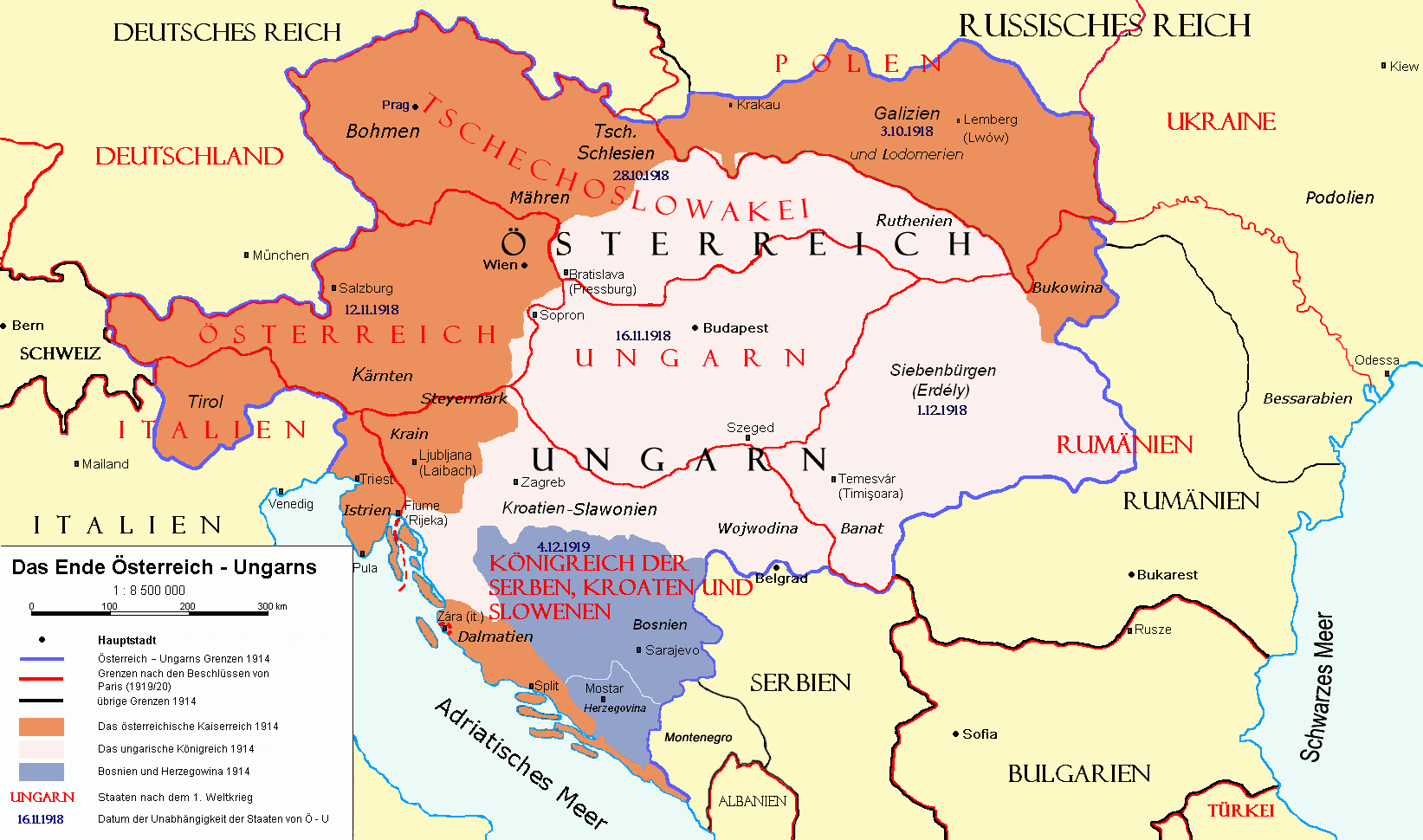
Die Ablösung der Österreichisch-Ungarischen Monarchie durch Nationalstaaten

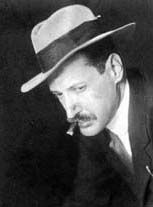
Mihály Károlyi rief die Republik aus

Der Ungarische Nationalrat (ungarisch Magyar Nemzeti Tanács) war eine Institution aus der Zeit des Übergangs vom Königreich Ungarn zur Volksrepublik von 1918. Auf dem Parteitag der ungarischen Sozialdemokraten im Oktober 1918 forderte die linkssozialistische Minderheit um József Pogány eine eigenständige Politik, die sich auf die entstehenden Arbeiter- und Soldatenräte stützen sollte. Dagegen setzte Zsigmond Kunfi in der SPU durch, dass mit der linksliberalen „48-Partei“ des Grafen Mihály Károlyi und der bürgerlich-radikalen Landpartei Oszkár Jászis ein Bündnis eingegangen wurde. Diese drei Parteien gründeten am 25. Oktober den Ungarischen Nationalrat (siehe auch Asternrevolution). 
Der Nationalrat forderte ein 12-Punkte-Programm, vor allem die sofortige Beendigung des Krieges, die Unabhängigkeit von Wien, die Anerkennung der Rechte der Minderheiten in einer „Föderation ungarnländischer Nationen“, eine umfassende Agrarreform, Versammlungs-, Vereinigungs- und Meinungsfreiheit sowie das allgemeine, gleiche, auch das die Frauen umfassende Wahlrecht. 
Kaiser Karl I., gleichzeitig als Karl IV. ungarischer König, entließ Ende Oktober den bisherigen Ministerpräsidenten István Tisza und ernannte vorübergehend Graf János Hadik, um schließlich doch den roten Grafen Mihály Karoly zum Kabinettschef zu ernennen. Am 16. November 1918 übertrugen die Abgeordneten des ungarischen Parlaments, das aus der Zeit vor dem Krieg stammte, die oberste Staatsgewalt auf die Károlyi-Regierung, die dann die Ungarische Demokratische Republik ausrief.
Sie wurde durch die Ungarische Räterepublik unter Béla Kun abgelöst, die vom 21. März bis 6. August 1919 Bestand hatte, worauf am 21. März 1920 das Königreich Ungarn wiedererrichtet wurde, das unter dem Reichsverweser Horthy bis zum 21. Dezember 1944 bestand.

## Film
- Hugo Portisch, Sepp Riff: Das Ende der Monarchie. Vom Reich zur Republik. Dokumentation, 1987, at, 90 Min.